# Інбал Гавріелі
Інбал Гавріелі (івр. ענבל גבריאלי; (25 вересня 1975 , Тель-Авів-Яфо ) — колишня ізраїльська політик, яка була депутатом Кнесету від Лікуду з 2003 по 2006 рік.

## Біографія
Гавріелі народилася 1975 року в Тель-Авіві в сім'ї іракського єврейського походження. Її сім'я перебуває на території Ізраїлю протягом дев'яти поколінь, і кілька її предків були залучені в Ірґун. У причетності до організованої злочинності підозрюються декілька членів її родини та найближчих родичів. На національному рівні прізвище Гавріелі часто вважається синонімом організованої злочинності в Ізраїлі, коли її батька та брата заарештували за ведення нелегального грального бізнесу, а її двоюрідного брата вбили під час суперечок між кримінальною сім'єю Абергіл. Гавріелі проходила обов'язкову службу в Збройних силах Ізраїлю як продюсер на радіо Армії Ізраїлю, потім вивчала право в IDC Herzliya, де отримала ступінь бакалавра. Пізніше здобула ступінь бакалавра ділового адміністрування.
На виборах 2003 року Інбал Гавріелі посіла 30-е місце у списку «Лікуд» і увійшла до Кнесету, коли партія отримала 38 місць. Її обрання та подальша спроба використати свою депутатську недоторканність для зупинення обшуку будинку її батька поліцією під час розслідування організації незаконних азартних ігор та ухилення від сплати податків, викликали занепокоєння посла Сполучених Штатів в Ізраїлі щодо впливу організованої злочинності в центральному комітеті Лікуду, оскільки її батька, Езра «Шуні» Гавріелі, підозрюють у причетності до організованої злочинності . Рух за якість уряду звернувся до генпрокурора з проханням відкрити кримінальне провадження за цим питанням. Під час свого першого терміну в Кнесеті Інбал Гавріелі обиралася головою Комітету з питань статусу жінок та гендерної рівності.
У 2004 році Гавріелі разом з Аді Барканом, ізраїльським модним фотографом і власником модельного агентства Barkan в Тель-Авіві, успішно подали до парламенту Ізраїлю законпроєкт (перший у своєму роді у світі), який вимагає від усіх ізраїльських модельних агентств використовувати індекс маси тіла (ІМТ) як передумову для працевлаштування. Втратила своє місце, програвши на виборах у березні 2006 року.
Гавріелі була одружений з воротарем Ліраном Штраубером до липня 2009 року. У сім'ї народився син Мішель. Після розлучення Інбал Гавріелі жила цивільним шлюбом з Раном Ремо. У цьому шлюбі народилися ще двоє дітей: син та донька.

### Кар'єра на телебаченні реальності
Гавріелі брала участь у ряді реаліті-шоу, ставши популярною знаменитістю в Ізраїлі. У 2012 році посіла п'яте місце в ізраїльському «Survivor». У 2015 році Інбал Гавріелі також з'явилася в програмі «Патріоти» на каналі 20.